# Municipio de Cypress Creek (condado de Bladen)
El municipio de Cypress Creek (en inglés: Cypress Creek Township) es un municipio ubicado en el  condado de Bladen en el estado estadounidense de Carolina del Norte. En el año 2000 tenía una población de 894 habitantes.

## Geografía
El municipio de Cypress Creek se encuentra ubicado en las coordenadas 34°48′21.89″N 77°46′15.45″O / 34.8060806, -77.7709583.